# 李道增
李道增（1930年1月19日—2020年3月19日），籍贯安徽合肥，出生在上海市，中国建筑学专家，清华大学建筑学院教授。1952年毕业于清华大学建筑系，师从梁思成。1999年当选为中国工程院院士。2020年3月19日，李道增在北京市因病逝世。